# Volkswagens historia under 2000-talet
Volkswagens historia

1930-talet | 1940-talet | 1950-talet | 1960-talet | 1970-talet | 1980-talet | 1990-talet | 2000-talet | 2010-talet

## 2001

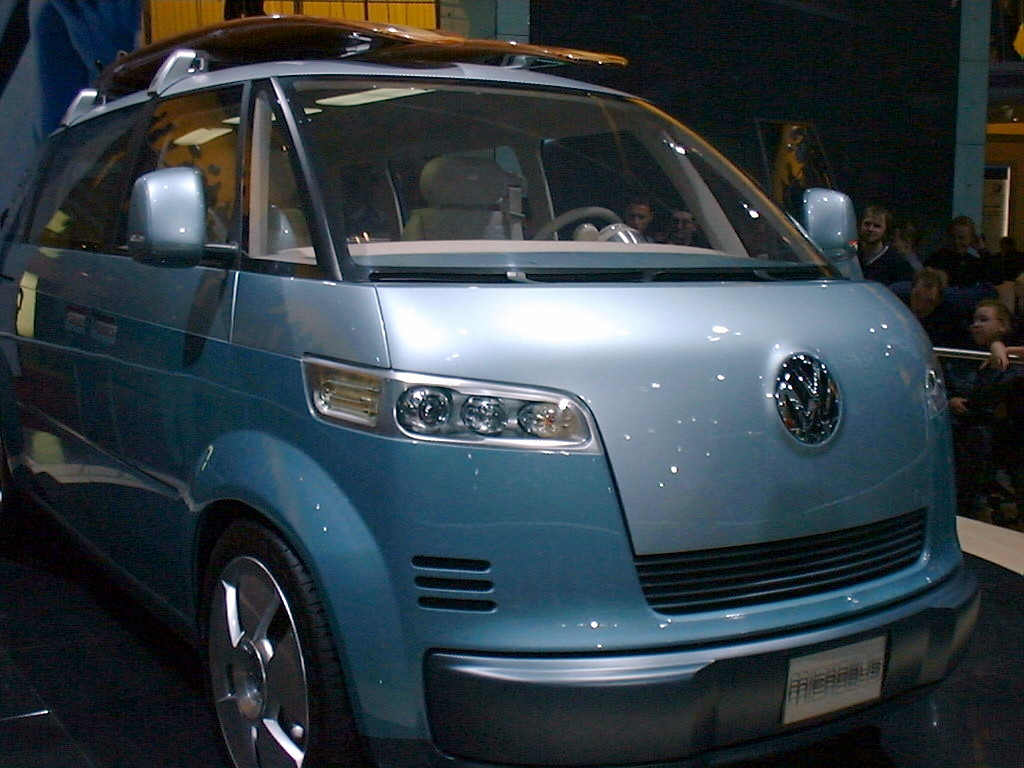
Volkswagen Microbus

På bilsalongen i Detroit i januari presenterades konceptbilen Volkswagen Microbus. Den har ett tydligt släktskap med "Samba"-bussen från 50-talet. Bilen utvecklades vid designcentret Simi Valley i USA. Den 23 november beslutades att Bernd Pischetsrieder övertar styrelseansvaret efter Ferdinand Piëch. På samma möte beslutades att företaget ska delas i tre olika märkesgrupper från april 2002.

## 2002

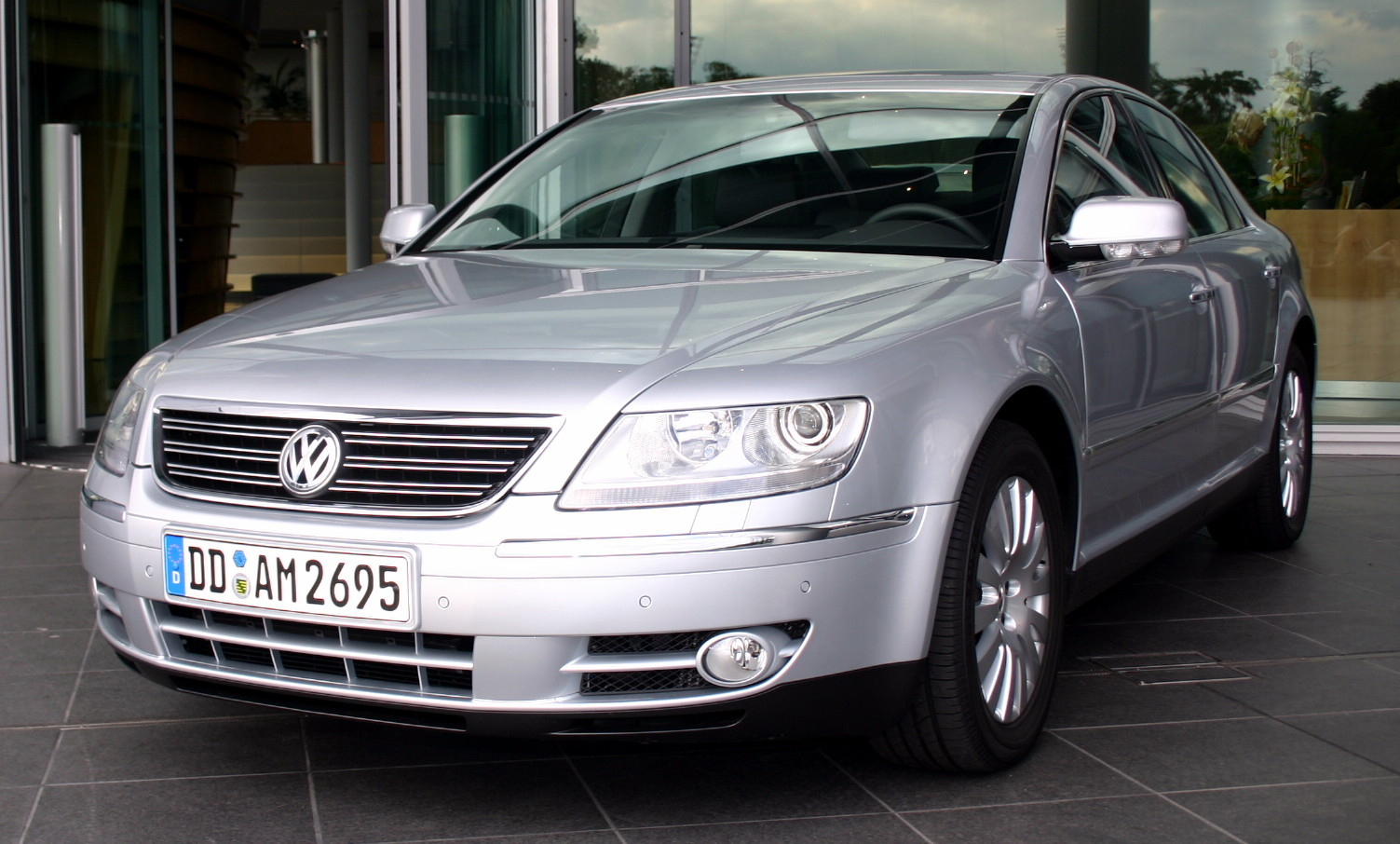
Volkswagen Phaeton.

Den 1 januari övertog Volkswagen AG de 50% av aktierna som Scania hade ägt i Svenska Volkswagen AB.
Ny chef på översta våningen trädde in den 18 april. Bernd Pischetsrieder som har varit toppchef hos BMW, och varit med i högsta ledningen av Volkswagenkoncernen de sista 2 åren. Beslutet, som fattades i november 2001, innebar att koncernen delades upp i tre märkesgupper. Chef för alla tre grupperna blev Bernd Pischetsrieder.
- Märkesgrupp Volkswagen:  Bilmärkena Volkswagen, Škoda , Bugatti och Bentley.

Chef: Bernd Pischetsrieder
- Märkesgrupp Audi:         Bilmärkena Audi, Seat och Lamborghini

Chef: Martin Winterkorn
- Märkesgrupp Nyttofordon:  Bilmärke Volkswagen Nyttofordon. VWN.

Chef: Bernd Wiedemann
I maj kom Volkswagen Phaeton på marknaden, förlagan till den bilen visades på bilsalongen i Frankfurt 1999. Detta var toppmodellen från Volkswagen med framflyttade gränser när det gällde teknik och ingenjörskonst. Bilen produceras i den nya fabriken i Dresden (se 1999).

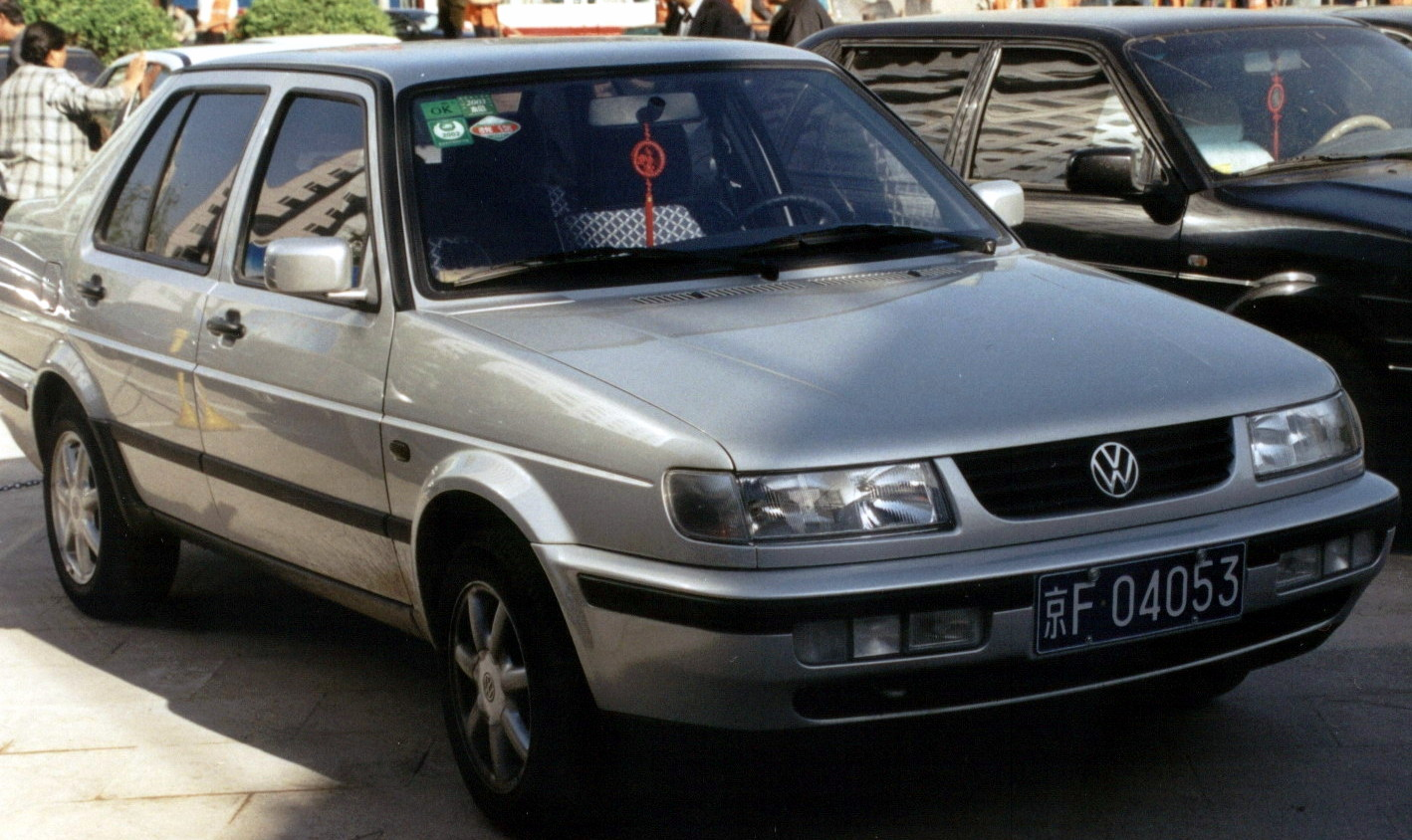
Kinatillverkad VW Jetta med Passat-liknande front, Beijing 2002.

En ny generation av Volkswagen Polo, typ IV, kom ut på marknaden. 

Hösten 2002 blev Volkswagens hetaste på många år, från Lupo 1,4 till Phaeton W12. Uppgraderad Golf GTI med ny motor på 180 hk. Ny Golf R32 med 241 hk. 

Nya FSI motorer till Polo och Golf. Golf Variant BiFuel är en nyhet. BiFuel innebär att bilen kan använda två olika bränslen, bensin eller gas. Bilen är försedd med två kolfiberförstärkta bränsletankar, som är placerade på reservhjulets plats. De rymmer 77 liter och inkräktar lite på bagageutrymmet. Med ett reglage på instrumentpanelen kopplar man över från den ena till den andra tanken. Motoreffekten påverkas i liten grad, vid bensindrift har motorn 115 hk och vid gasdrift 102 hk. Maximal räckvidd är ca 900 km.
Ett kontrakt undertecknades med DaimlerChrysler om att gemensamt utveckla Volkswagen LT/Mercedes Sprinter till en modell för presentation år 2006.

## 2003

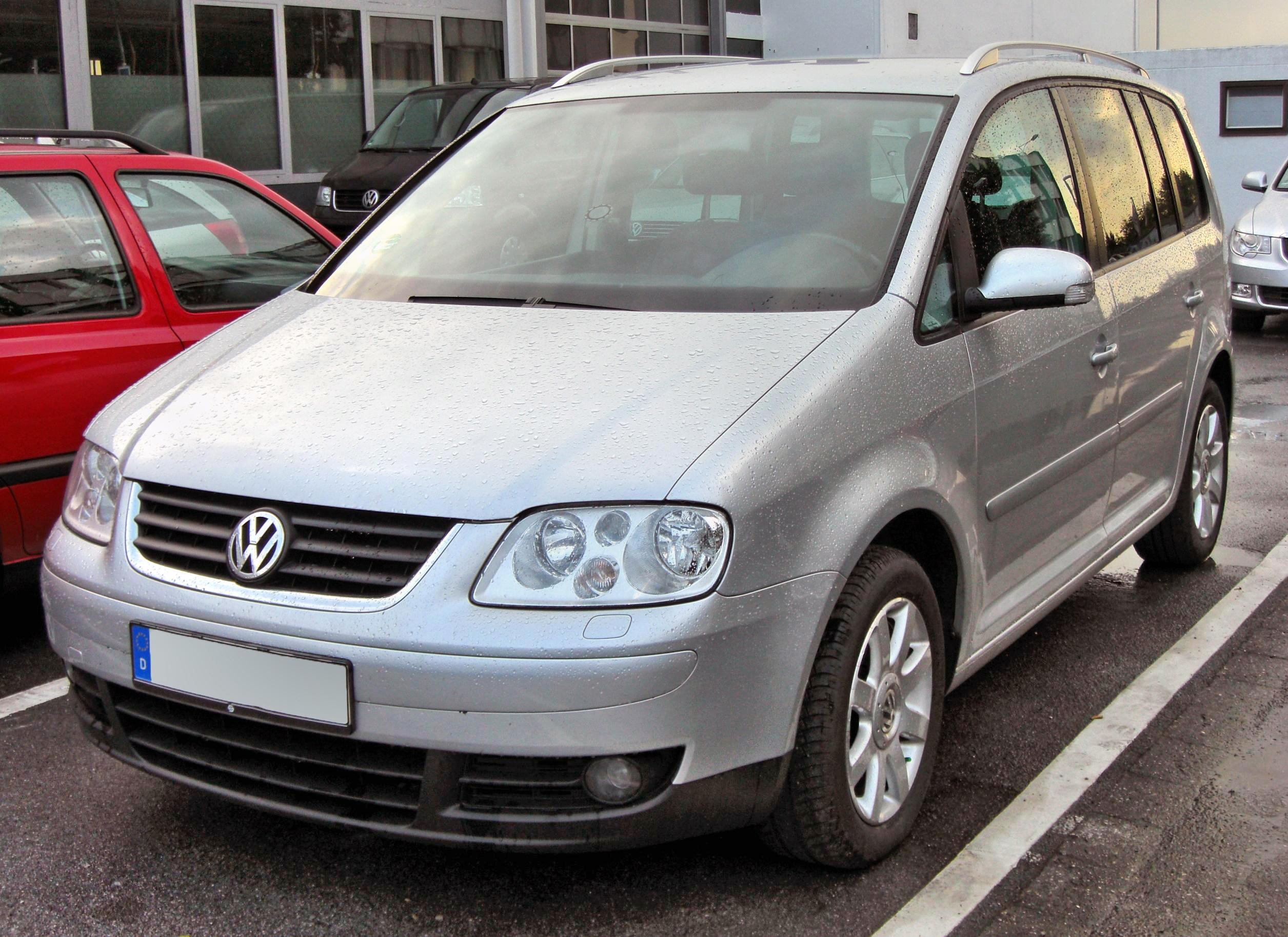
Touran

I januari presenterades en ny Golf med namnet Volkswagen Golf R 32. Den snabbaste och dyraste (32 000 €) av alla Golfar som tillverkats, med en V6-motor på 3,2 liter och med en effekt på 241 hk.
Volkswagen och DaimlerChrysler har undertecknat ett samarbetsavtal om leverans av 120 000 dieselmotorer per år. Det gäller VW:s 2,0 TDI motor med 4 ventiler per cylinder och en effekt på 136 hk/100 kW. Första leverans kommer att ske 2005 - avtalet löper till 2013. Motorerna är avsedda att användas av bilar av märket Chrysler och i kommande modeller av DaimlerChryslers partner Mitsubishi Motors. Modellerna kommer att saluföras bara i Europa.
I februari kom Volkswagen Beetle Cabriolet ut på marknaden.
Den första april övertog Murat Günak chefsstolen som chef för designergruppen Volkswagen - VW, Škoda, Bentley och Bugatti. Han tog över efter Hartmuth Warkuss. På designavdelningen i Wolfsburg är det 220 personer som arbetar med design. På världsbasis arbetar tillsammans 750 designer och andra specialister med detta. Designavdelningar finns i USA, Brasilien, Mexiko, Kina och Spanien. 
I maj 2003 kom Volkswagen Touran ut, en s.k MPV-bil. Bilen kan fås med fem eller sju säten. Den är tillverkad på samma plattform som Golf typ V. Det kom ut en helt ny transporterserie i juni. Volkswagen Transporter, Volkswagen Caravelle och Volkswagen Multivan, typ V.  
Den 30 juli producerades den sista "Bubblan" i Mexiko med "chassinummer" 21 529 464, (det är egentligen inte riktigt sant, chassinummer börjar på 0 vart år). Bubbla/Folkis-epoken gick i graven. 
På den internationella bilutställningen i Frankfurt am Main visades en ny sportbil upp - Concept R - en tvåsistig sportbil med V-6 motor på 265 hk placerad framför bakaxeln.

## 2004

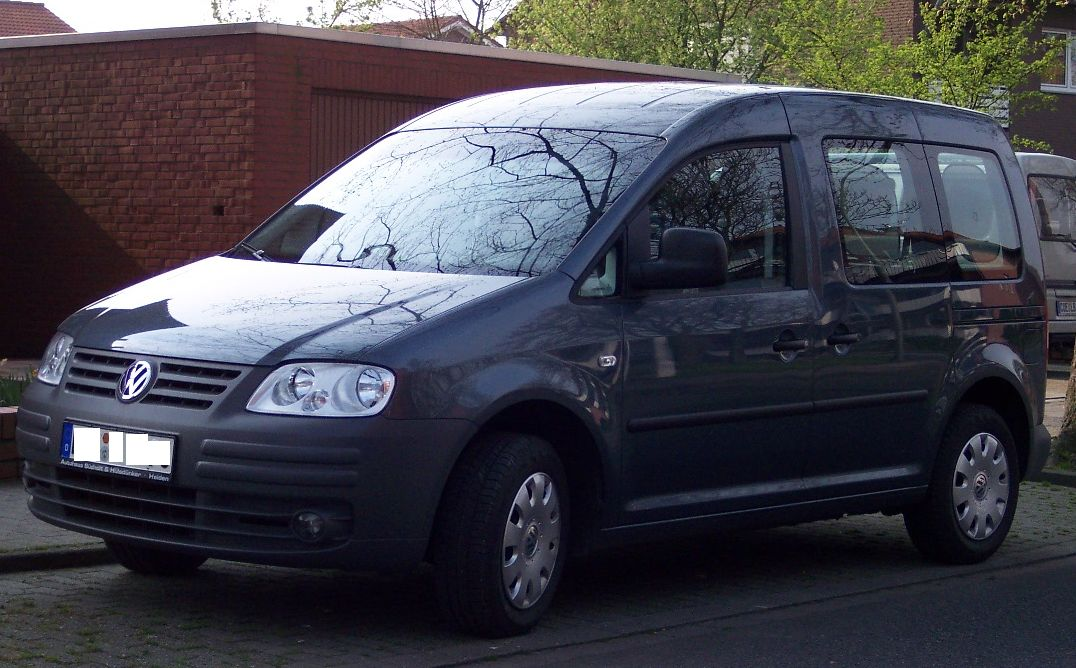
VW Caddy Life årsmodell 2004

En ny Caddy-modell presenterades på våren 2004. Bilen levereras i olika utföranden, som skåp, Combi och personbil.
Volkswagens utbytesdelar (AT) har växt till att omfatta ca 8 000 olika detaljnummer. Det som började blygsamt 1947 har blivit en stor succé. Man har tillverkat 7,35 miljoner motorer, 2,2 miljoner växellådor och tillsammans över 51 miljoner olika reservdelskomponenter. (sept 2002).
Den 23-miljonte Golfen var en 1,6 FSI, lackerad röd metallic.
Framgångssagan Golf började 1974.
Redan år 2002 passerade den Volkswagen Typ 1 som den mest tillverkade VW-modellen.  

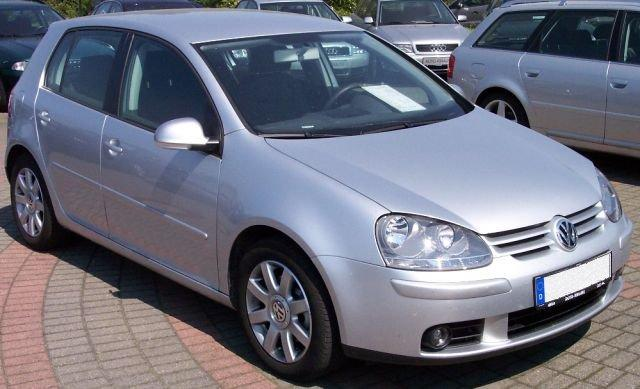
Volkswagen Golf V.

Den 13 september rullade VW Passat nummer 13 miljoner ut från fabriken i Emden.
I oktober kom Volkswagen Golf V med den andra generationen av 4MOTION, drivkraftfördelningen har ändrats från 100-0 på tidigare modeller till 90 % fram och 10 % bak, vilket innebär att bilen alltid har permanent 4-hjulsdrift. Drivkraften förändras i förhållande till underlag och fäste för hjulen.  
Volkswagen Golf byggs nu i Wolfsburg och Mosel i Tyskland, Bryssel i Belgien, Bratislava i Slovakien, Sarajevo i Bosnien och Hercegovina, Uitenhage i Sydafrika, Changchun i Kina och Curitiba i Brasilien.
Produktionen av VW Touran startar i Kina. Tillverkningen kan i år fira 20-årsjubileum från starten 12 oktober 1984. Chefen för Volkswagen AG,  Bernd Pischetsrieder sade vid jubileumsfesten: "Kina är den viktigaste växande marknaden i världen". Han påminde om att året 2003 såldes det 698 000 Volkswagen och Audi i Kina. Totalt har Volkswagen med sina partner i Kina sålt och producerat över 4 miljoner fordon. Volkswagen AG är den enda bilproducenten hittills som kan erbjuda finansiering av bilköp, vilket sker genom dotterföretaget Volkswagen Finance.
Under året producerades det 700.000 VW Golf från 8 fabriker världen runt.

## 2005
År 2004 levererade Volkswagen-koncernen ungefär 5 miljoner bilar.
Den 24 maj 2005 tillverkades Volkswagen nummer 100 miljoner. Modellen var en Volkswagen Touran 1,9 TDI som lämnade bandet i Wolfsburg.
Porsche köpte i oktober 23 % av de "röstsvaga" aktierna för 7 miljarder euro i Volkswagen AG. Detta välkomnades av koncernchefen Dr. Bernd Pischetsrieder.
Alliansen gör det lättare för eventuella investorer att köpa sig upp i eller överta styrningen av Volkswagen AG.

## 2006
Volkswagen har icke bekräftatade tankar på att köpa upp Mercedes koncernen för en summa som ännu inte är känd, man har också planer på att köpa upp andra bilmärken som man ännu inte vet vilka är.
Ett kontrakt undertecknades med DaimlerChrysler om att gemensamt utveckla Volkswagen LT/Mercedes Sprinter till en modell för presentation år 2006.
Koncernchefen Bernd Pischetsrieder avgick och levererade ett rekordresultat, koncernen hade sålt över 5,7 miljoner bilar år 2006.

## 2007
Ny koncernchef från 1 januari är Martin Winterkorn, som tidigare hade drivit Audi-gruppen till stora framgångar sedan mars 1992. 
Walter de'Silva blir ny designchef för hela Volkswagen-koncernen. Walter de'Silva efterträder Murat Günak 1 februari.
Den 23 mars tillverkades Golf nr. 25 miljoner på fabriken i Wolfsburg.

## 2008

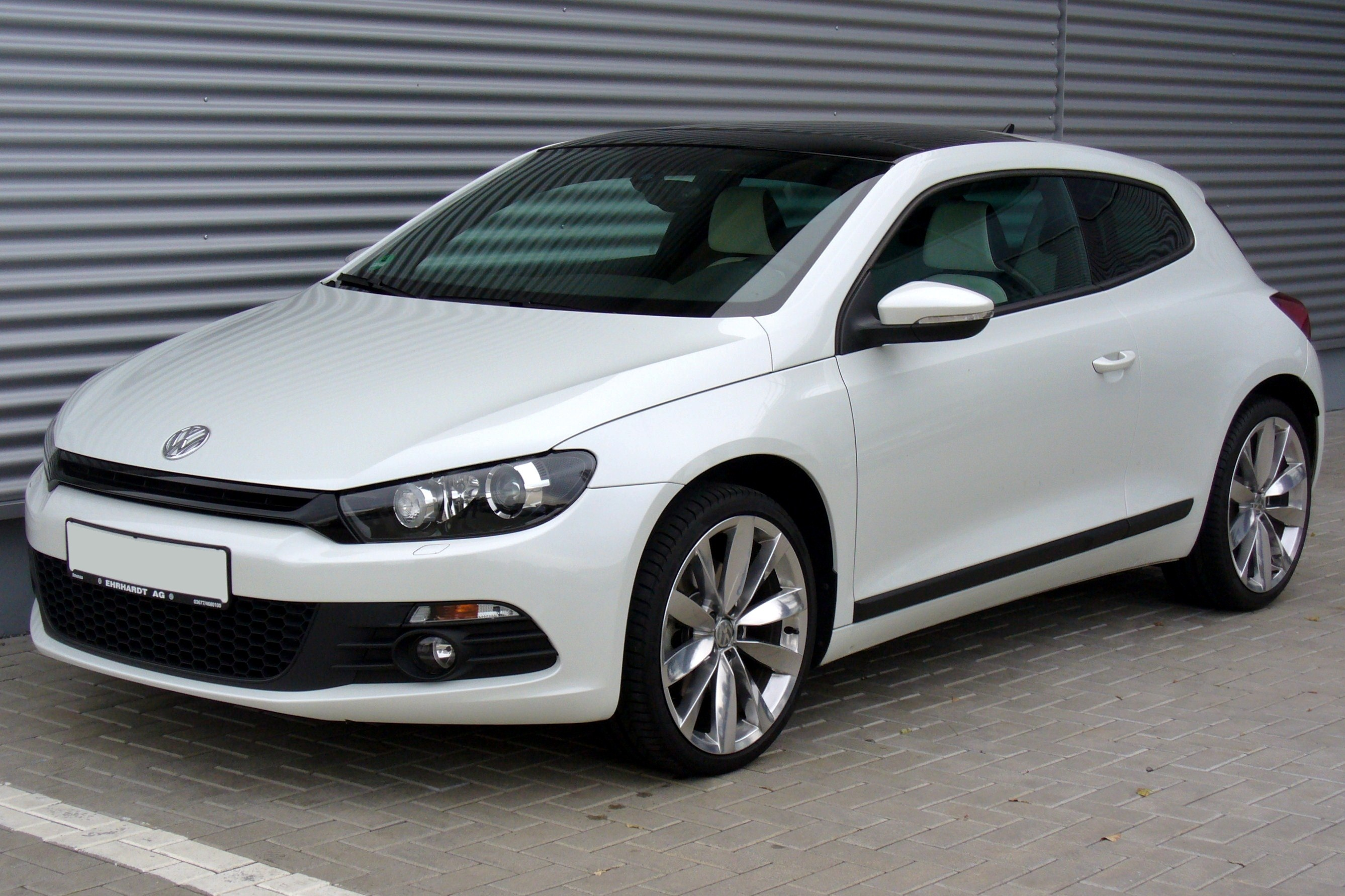
Volkswagen Scirocco.

Volkswagen Scirocco kommer i en tredje generation.

## 2009
Tillverkningen av VW Citi Golf i Sydafrika läggs ner. 
Volkswagens historia

1930-talet | 1940-talet | 1950-talet | 1960-talet | 1970-talet | 1980-talet | 1990-talet | 2000-talet | 2010-talet